# Antonio Graziosi
Antonio Graziosi (Venezia, 1741 – Venezia, 1818) è stato un tipografo e editore italiano, stampatore di opere illuministiche, di gazzette e di giornali.

## Vita
Tra le prime opere si ha un trattato di agricoltura del padovano Africo Clementi, che, secondo l'uso del tempo, aveva un lunghissimo titolo. Nel 1773 stampa la traduzione italiana del saggio di Montesquieu Lo spirito delle leggi (L'esprit des lois), con il falso luogo di stampa di Amsterdam.
Il nome di Antonio Graziosi è legato soprattutto alla sua attività come editore di gazzette. Nel 1769 esordisce con il bisettimanale Notizie del Mondo (inizialmente è la ristampa fittizia dell'omonimo foglio fiorentino, nato l'anno prima). Nel 1789 inizia il periodo filo-francese. Per cinque anni la gazzetta è diretta da Giuseppe Compagnoni (1789-1794). Per tre anni (dal 22 maggio 1797 a tutto il 1799) la periodicità passa da bisettimanale a quotidiana, per poi ritornare a bisettimanale nel 1800. Le Notizie attraversano indenni il periodo di occupazione francese, continuando ad essere pubblicate dopo il ritorno di Venezia all'Austria. 

Anche con il successivo passaggio del Veneto ai francesi (Pace di Presburgo, 26 dicembre 1805), la gazzetta continua le sue uscite.
Nel 1812, considerata conclusa l'esperienza con le Notizie, Graziosi crea una società con Antonio Caminer, figlio di uno dei padri del giornalismo italiano, Domenico Caminer. Nasce il Giornale Dipartimentale dell'Adriatico, che esce fino alla fine dell'occupazione francese del Veneto (n. 34 del 23 aprile 1814). Dal numero 35 (del 27 aprile), in concomitanza del ritorno di Venezia sotto la dominazione austriaca, il periodico cambia nome in Giornale di Venezia e viene pubblicato fino al n. 175 del 31 dicembre 1814. Con questo numero il sodalizio Graziosi-Caminer si scioglie.
Dal 1º gennaio 1815 Graziosi ritorna a pubblicare le Notizie del mondo. Un anno dopo (1º gennaio 1816) passa alla Gazzetta privilegiata di Venezia. Dopo la morte del Graziosi il giornale continua le pubblicazioni .